# Bordesholm
Bordesholm – miejscowość i gmina w Niemczech, w kraju związkowym Szlezwik-Holsztyn, w powiecie Rendsburg-Eckernförde, siedziba urzędu Bordesholm.

## Współpraca
- Ķekava, Łotwa[1]